# Vitorazská stezka
Vitorazská stezka (německy Weitraer Weg) byla historická zemská obchodní cesta, která získala jméno podle slovanského sídla Vitoraz (dnešní dolnorakouské město Weitra). Měla několik větví, ale v zásadě se označení používá pro dvě základní trasy z Vitorazska do Doudleb a z Vitorazska do středních Čech. Obě dvě trasy vedly přes zemskou bránu u dnešních Nových Hradů, která byla využívána patrně již v pravěku.

## Trasa do Doudleb
Vedla z Vitoraze přes Horní Stropnici, od konce 13. století přes Nové Hrady, Žár, Trhové Sviny, kolem Strážkovic a Střížova do Doudleb, kde se napojovala na Lineckou stezku, vedoucí do Českých Budějovic. Vozila se tudy sůl z Lince přes Jižní Čechy do Vitorazska. Později mezi těmito dvěma stezkami vznikla ještě spojnice od Nových Hradů přes Stropnici, Malonty, Lichtenau k Cáhlovu (Freistadtu).

## Trasa do středních Čech
Radan Květ ve svých monografiích používá označení Vitorazská stezka pro cestu nazývanou též Česká stezka (Beheimsteg) či Gmündská stezka spojující klášter Zwettl se středem Čech (přes Třeboň, Veselí nad Lužnicí, Chýnov, Vlašim, Český Šternberk a Kouřim, kde se napojovala na další cesty). Na tuto trasu se napojovala stezka, která vedla z Podunají přes dnešní město Raabs an der Thaya, o jejíž průběh na Jindřichohradecku vedli spor příbuzní Vilém z Landštejna a Jindřich II. z Hradce.

## Historie
Obchodní spojení po trasách pozdější Vitorazské stezky patrně existovalo již v paleolitu a mezolitu, ovšem určitější náznaky probíhajícího obchodu pocházejí až z mladší doby bronzové, kdy lze předpokládat napojení stezky podél Vltavy na údolí Lužnice a oblast Waldviertelu. Po určitém útlumu obchodních kontaktů v době germánského osídlení Čech došlo ke stabilizaci sítě obchodních komunikací po slovanském osídlení, které je v oblasti Novohradska doloženo až ke konci 7. století. Přirozeným centrem komunikací se od 8. století stalo hradiště Branišovice nad Malší, od 10. století převzalo jeho úlohu hradiště Doudleby, z něhož vedly obchodní stezky do čtyř směrů: směrem do Prahy, do Netolic, k vyšebrodskému průsmyku a také k hradišti u Vitorazi. Nejstarší písemné záznamy a materiální doklady o Vitorazské stezce pocházejí z 11. a 12. století, kdy význam obchodních stezek vytrvale rostl. Zásadní význam mělo založení cisterciáckého kláštera Světlá Kuenringy v roce 1137. Po rozhraničení Vitorazska rozhodnutím Fridricha II. Barbarossy z května 1179 v Chebu daroval v roce 1186 světelskému klášteru kníže Bedřich území ležící 50 km od kláštera při Vitorazské stezce. Cisterciáci zde přímo na stezce založili Žárský rybník a to postavením mostu přes Žárský potok konstrukčně kombinovaného s výpustí a dosypáním krátkého náspu hráze. Založení rybníka není datováno, první zmínka o něm pochází z roku 1221. Tentýž klášter pak získal v 1. polovině 13. století (patrně do roku 1240) darem od Vítka z Klokot území na Třeboňsku – polovinu vsi Presnik (zřejmě pozdější ves Opatovice) a podle jedné z hypotéz zde vybudoval grangii a k ní vedoucí stoku z Lužnice (pozdější Landštejnská stoka). Kolem roku 1270 kvůli soudním nákladům vzniklých sporem s Euphemií von Pottendorf prodal světelský klášter veškerý majetek na českém území za sto liber vídeňských denárů Vítkovcům – patrně bratrům Ojířovi a Pelhřimovi. Právě s Ojířem jsou spojeny také první písemné zmínky o dvou hradech na vitorazské stezce – v roce 1260 je poprvé doložena existence hradu v osadě Svinice (pozdější Trhové Sviny) a z roku 1279 je doložen hrad v Nových Hradech, který mohl vzniknout okolo poloviny 13. století. Se vznikem Nových Hradů se sem přesunul průběh stezky, která do té doby vedla jižněji přes Šejby a Moorbad-Harbach. Pomezní hrad v Trhových Svinech stál na nízkém ostrohu v blízkosti farního kostela a tvořil jeden celek s celnicí a kaplí sv. Jana Křtitele, která se dochovala až do roku 1828. V roce 1263 je poprvé připomínána ves Střížov, která stezku střežila z vyvýšené polohy – uváděn je Ladislav ze Střížova, po němž ves získali vítkovští páni z Landštejna. Po založení Českých Budějovic roku 1265 bylo toto královské město napojeno rovněž na vitorazskou stezku a význam Doudleb jako obchodní křižovatky upadl.